# Trypetheliopsis gigas
Trypetheliopsis gigas är en svampart som först beskrevs av Alexander Zahlbruckner, och fick sitt nu gällande namn av Aptroot. Trypetheliopsis gigas ingår i släktet Trypetheliopsis och familjen Monoblastiaceae.   Inga underarter finns listade i Catalogue of Life.